# Вергеліс Олег Анатолійович
Олег Анатолійович Вергеліс (5 серпня 1967, с. Мала Сквирка, Білоцерківський район, Київська область, УРСР — 30 вересня 2022, м. Київ, Україна) — український театральний та кіножурналіст, мистецький оглядач, письменник, публіцист, редактор відділу культури видання «Дзеркало тижня», педагог. Заслужений журналіст України. Член Національних спілок театральних діячів та журналістів України.

## Життєпис
Народився 5 серпня 1967 року в селі Мала Сквирка Білоцерківського району Київської області.
По закінченню університету викладав зарубіжну літературу та драматургію на кафедрі світової літератури Національного педагогічного університету ім. Михайла Драгоманова у Бориса Шалагінова, видатного вченого, спеціаліста з античності та Відродження. Розробляв тему «Г. Ібсен та В. Винниченко: жанрова специфіка нової драми».
Доцент кафедри журналістики Київського інституту міжнародних відносин (НАУ).
З липня 2010 року був уведений до складу оновленого комітету з Національної премії України ім. Тараса Шевченка.
З 2014 року — член Експертної ради з розгляду та визначення культурно-мистецьких проектів «Взаєморозуміння» та Громадської ради при Державному агентстві України з питань кіно.
З 2015-го — член експертної ради Держкомтелерадіо з формування переліку книжкових видань, передбачених до випуску за програмою «Українська книга».
З 2016-го — член Експертної ради Міністерства культури України з відбору культурно-мистецьких проектів для надання державної фінансової підтримки. Того ж року увійшов до складу оновленої Національної спілки театральних діячів України (НСТДУ), очоливши напрямок інформаційного забезпечення та зв'язків із громадськістю.
З 2018-го — член Експертної комісії Міністерства культури України з питань надання статусу академічного творчим колективам України в галузі театрального мистецтва.
У період 2018-2019 років — експерт І та ІІ Всеукраїнського театрального фестивалю-премії «GRA».
Протягом кількох років входив до складу експертів театральної премії «Київська пектораль», з якої пішов через переход премії «від експертів до адміністраторів».
Хобі — колекція листівок артистів радянського та західного кінематографа 30-50-х років.

### Останні роки
У травні 2019 року пережив інсульт та складну операцію. Друзі-актори зіграли благодійну виставу «Два анекдоти на вечерю» за п'єсами Антона Чехова (постановка В'ячеслава Жили), всі зібрані кошти від якої були передані на його реабілітацію.
За першої нагоди продовжив активно цікавитися життям театру (вже у серпні 2019-го на порталі «Театральна риболовля» вийшов спецпроект «На всі 100» до 100-річчя Національного театру ім. Івана Франка, в якому Олег Вергеліс давав «парадоксальні відповіді на найпарадоксальніші питання»), друкуватися в українській та зарубіжній пресі. Тексти виходили до останніх днів. Зокрема, у березні 2022-го опублікував огляд «Театр часів агресії та пекла» щодо ситуації українського театру перших місяців вторгнення Росії в Україну для польського журналу «Culture.pl», у липні 2022 року опублікував «суб'єктивний погляд на театральне майбутнє » під заголовком «Ми жили бідно, та був нас обікрали…» на порталі «Главком». У серпні 2022-го в Івано-Франківському Палаці Потоцьких відбувся мистецький перформанс «Розстріляне Відродження: голоси крізь час», складений з лірикою маловідомих для загалу поетів, яких знищив тоталітарний сталінський режимом у 20-30 роках XX століття, над збіркою та упорядкуванням яких працювали Олег Вергеліс та Олексій Гнатковський.
Помер 30 вересня 2022. Прощання відбулося 3 жовтня у київському театрі ім. Івана Франка, похований — на батьківщині, в селі Мала Сквирка 4 жовтня 2022.
Свої спогади про Олега Вергеліса опублікували Дмитро Дроздовський, Костянтин Рильов.

## Творчість

### Журналістика
Публікації на теми театру почали з'являтися наприкінці 90-х — в період викладацької роботи на кафедрі світової літератури Національного університету ім. Михайла Драгоманова (відразу після закінчення вишу). Першим опублікованим текстом стала рецензія «Любов не минає» на виставу Романа Віктюка «Дама без камелій» із Адою Роговцевою у головній ролі.
Далі активно друкується в українській та зарубіжній пресі, зокрема як театральний оглядач. Тексти на тему театру, кіно та телебачення виходять у таких виданнях як «Дзеркало тижня» (перша стаття для видання датована 23 лютим 1996 року, та має назву «Між двох берегів драматургії»), «Бульвар Гордона», «Профіль», «Главред», «Культура і життя», журнал «Український театр», «Українська культура», а також російських видань (журнал «Театр», «Независимая газета», «Театрал») та інші. Виступав у ЗМІ на теми театру та кіно. Загальна кількість матеріалів на теми театру перевищила позначку тисячі одиниць.
Працював редактором відділу культури у газеті «Київські відомості». Рубрика «Культура» видання 2002 року одержала премію «Золоте перо» Національної спілки театральних діячів України у номінації «найкраща газетна рубрика, яка висвітлює тему „Культура“».
З 2005 року завідував відділом культури видання «Дзеркало тижня», змінивши на цій посаді Олексія Кононенка.
У різні роки брав участь у роботі прес-центрів, зокрема керував піар-службою прощального туру Алли Пугачової.
Останні роки життя активно співпрацював з інформаційним агентством «Главком».

### Літературна діяльність
Тексти низки статей, що виходили у виданні «Дзеркало тижня», сформувалися у матеріал, достатній для повноцінного окремого видання. Так з'явилася перша книга Олега Вергеліса про героїв українського театру «Квиток на вчорашню виставу». Жанр книжки за визначенням автора — «етюди у ностальгічних тонах».
Назва «Квиток на вчорашній спектакль» походить від рядка пісні Алли Пугачової «Я чекала на вас так довго» (Р. Паулс — І. Резнік). Книга містить нариси про діячів українського театру середини ХХ століття — Ларису Кадочникову, Сергія Данченка, Аду Роговцеву, Миколу Гринька, Нону Копержинську, Андрія Сову, Наталю Ужвій, Фаїну Раневську (київський період, де вона грала у виставах Миколи Куліша) інших. Перше видання вийшло у видавництві «Континент-Прім» та було відзначено Міжнародною літературною премією ім. Юрія Долгорукого у 2010 році. Друге, доповнене видання вийшло 2012 року в «Райдузі», Laurus, після чого було й третє перевидання.
Друга книга, «Анти-Раневська та інші явища фатальних нульових», вийшла у видавництві журналу «Райдуга» 2011 року. Назва відсилає до книги Тамари Катаєвої «Анти-Ахматова», «де образ великої поетеси було подано крізь темну призму забобонів та жовтих фактів. „Анти“ — це те, що часто й визначає нинішню особу культури, її діагноз». Героями книги в листах стали публічні люди епохи «рокових нульових» — «співаючий ректор» Поплавський, «невдаха» Сердючка, «всюдисущий» Шустер. З іншого боку в книзі присутні «опоненти» у вигляді Фаїни Раневської, Кіри Муратової, Богдана Ступки Андрія Жолдака, Людмили Гурченко, Тетяни Дороніної….
За «Антиранівську» Олег Вергеліс отримав «Гоголівську премію», яка вручається за найпомітніші та найяскравіші літературні твори в Україні російською мовою.
Наступна книга «Українська драма. Епізоди» — це авторський погляд на тенденції, явища, образи, які визначають «температуру» нового сценічного часу. Книга містить три блоки: театр Ступки; режисерські пошуки Едуарда Мітницького, Ростислава Держіпольського, Андрія Білоуса, Дмитра Богомазова, Станіслава Мойсеєва, Віталія Малахова, Владислава Троїцького, Андрія Приходька; акторські звершення Анатолія Хостікоєва, Наталії Сумської, Петра Панчука, Ірми Вітовської, Віталія Лінецького, Давида Бабаєва, Валерії Заклунної. На XIII міжнародному книжковому фестивалі «Мистецтво книги» «Українська драма. Епізоди» стала переможцем у номінації «Серія».
Під назвою «Театр, де розбиваються серця» вийшла четверта книга Олега Вергеліса. Назва відсилає до п'єси ірландського драматурга Бернарда Шоу «Будинок, де розбиваються серця». Під обкладинкою із зображенням прими українського театру Марії Заньковецької зібрано 12 драматичних сюжетів про видатних українських акторів XX століття. Окрім Марії Заньковецької героями книги стали Амвросій Бучма, Наталія Ужвій, Микола Яковченко, Нонна Копержинська, Ольга Кусенко, Степан Олексенко, Андрій Сова, Зінаїда Дехтярьова, Богдан Ступка. Окремі розділи присвячені театрам імені Івана Франка та театру імені Лесі Українки.
Книги «Українська драма. Епізоди» та «Театр, де розбиваються серця» 2018 року були відзначені мистецькою премією «Київ» ім. Амвросія Бучми у сфері театрального мистецтва.
Остання з опублікованих книг автора стала робота «Народна артистка», яка вийшла із підзаголовком «Олег Вергеліс про Нонну Копержинську», яку опублікував у 2019 році журнал «Райдуга». Видання є книгою-мандрівкою у творчий світ народної артистки України Нонни Копержинської (1920—1999). Поряд із відомими сторінками життя актриси, автор відкриває й такі, які залишалися довгі роки в тіні.

### Театр та телебачення
На українському телебаченні зробив серію програм про український театр — автор та ведучий циклів «Гравці» та «Головна роль» (Національний телеканал «Культура»).
Засновник проекту медійної театральної премії «Дзеркало сцени», яка визначає найкращі інноваційні проекти та яскраві відкриття в галузі сучасного театру, яка з 2016 по 2019 роки обирала тему дослідження, та за результатами експертного голосування визначала найкращих у театральному сегменті. Так у 2018 році розглядалися найкращі роботи молодих акторів у київських виставах, у 2019-му — акторська харизма.
У сезонах 2017-2018 років — куратор театральної програми фестивалю мистецтв «Кропивницький».
У 2018 році як ведучий записав серію програм «#NeoСцена», яка виходила в ефірі громадського телеканалу «UA:Культура». Гостями стали: Стас Жирков, Ярослава Кравченко, Тамара Трунова, В'ячеслав Довженко, Олександр Форманчук, Раду Поклітару, Наталія Сумська, Євген Ніщук, Роман Ясиновський, Віталій Малахов, Ірма Вітовська, Дмитро Богомазов.
Прийняв запрошення івано-франківського режисера Ростислава Держипольського взяти участь у виставі «Модільяні» у Івано-Франківському національному академічному обласному музично-драматичному театрі ім. Івана Франка. Вистава поставлена за мотивами однойменного художнього фільму. Олег Вергеліс у виставі виконав роль арт-критика, власне — власне камео. Прем'єра вистави відбулася 27 квітня 2018 року.
Заснував та вів Telegram-канал «Театр Мало Букв», яке позиціонував як «Що хочу, те й пишу. Про театр та його фігурантів». Перше повідомлення датовано 8 серпня 2018 року, останнє — «Літо та дим», присвячене народній артистці України Валерії Чайковській — опубліковано 14 серпня 2022.
З січня 2020 року керував літературно-драматургічним відділом Івано-Франківського національного академічного драматичного театру ім. Івана Франка.

## Нагороди
- 2002 — Премія «Золоте перо» Національної спілки театральних діячів України у номінації «найкраща газетна рубрика, яка висвітлює тему „Культура“» — рубрика «Культура», газета «Київські відомості»[34]
- 2009 — Спецвідзнака «Золоте перо» Національної спілки театральних діячів України «за творчий внесок та благодійність»
- 2010 — Лауреат Міжнародної літературної премії ім. Юрія Долгорукого за книгу етюдів про театральних акторів «Квиток на вчорашній спектакль»[67]
- 2010 — Заслужений журналіст України[2]
- 2011 — Гоголівська премія Національної спілки письменників України
- 2018 — Мистецька премія «Київ» ім. Амвросія Бучми
- 2020 — Міжнародна літературна премія «Наше серце» до 170 річчя Гі де Мопассана — 2 місце у розділі «Проза» за оповідання «Стара актриса на роль мільярдерки»[68]
- 2020 — Міжнародний книжковий форум «Зелена хвиля» (м. Одеса) — диплом переможця за кращу книгу на культурну тематику («Народна артистка (Олег Вергеліс про Нонну Копержинську)»)

## Пам'ять
30 вересня 2023 року, у річницю пам'яті, видання «Дзеркало тижня» оголосило про заснування Премії імені Олега Вергеліса, головними критеріями якої будуть популяризація та підтримка театрального мистецтва з акцентом на актуальність і оригінальність сценічної форми й талант. Премія передбачатиме грошову винагороду. Оголошення лауреатів відбуватиметься напередодні Всесвітнього дня театру